# Tony Tubbs
Tony Tubbs (* 15. Februar 1958 in Cincinnati, Ohio) ist ein US-amerikanischer Schwergewichtsboxer und WBA-Weltmeister.
Er ist der Bruder des deutlich limitierteren Nate Tubbs. Er nannte sich zuerst TNT, da dies aber auch der Spitzname von Tony Tucker war, verzichtete er darauf.

## Amateur
1978 nahm er an der Weltmeisterschaft in Belgrad teil, verlor jedoch in der zweiten Turnierrunde gegen Teófilo Stevenson. 1979 gewann er den Weltcup in New York sowie das nationale „Golden Gloves“ Turnier und wurde US-amerikanischer Landesmeister. Seine Bilanz war 240-13.

## Profi
1980 gab der Konterboxer sein Debüt als Profi, nachdem die USA nicht wie erhofft an den Olympischen Spielen in Moskau  teilgenommen hatte. Er hatte eine sehr wirkungsvolle Eins-Zwei-Kombination; Schlagkraft und Kinn waren jedoch eher durchschnittlich. Während seiner Karriere hatte er immer wieder mit Drogen- und Motivationsproblemen zu kämpfen.
Er schlug im März 1985 James Smith und gewann kurze Zeit später am 29. April 1985 den WBA-Titel gegen Greg Page, verlor ihn aber schon bei seiner ersten Titelverteidigung im Januar 1986 an Tim Witherspoon.
Am 21. März 1988 bekam er einen Titelkampf gegen den Weltmeister Mike Tyson, wurde aber in der zweiten Runde ausgeknockt. Hinterher beantwortete er die Frage, welcher Schlag denn am meisten weh getan hätte mit „Der mit dem Baseballschläger“.
1991 verlor er nur knapp nach Punkten gegen Riddick Bowe. 1992 und 1993 gelangen ihm Siege gegen Bruce Seldon und Tyrell Biggs, er verlor nun allerdings auch regelmäßig gegen durchschnittliche Gegner. 1997 trat er zunächst zurück. 2002 kehrte er 44-jährig in den Ring zurück und konnte 2004 den ungeschlagenen Brian Minto besiegen.